# 郝光甲
郝光甲（？—1857年），直隶任丘县（今河北省任丘市）人，清朝将领。
道光十八年（1838年）戊戌科一甲第一名武進士，授頭等侍衛。道光三十年（1850年）出官山東撫標中軍參將。咸豐二年（1852年）經巡撫李僡推薦，超擢爲陝西陝安鎮總兵。太平軍大舉北伐，郝光甲率軍圍剿，從克廬州，複舒城。又調赴河南剿捻軍，因誤往徐州，被劾革職，留營效力。在江集攻打潁州撚軍，拿獲首領王鳳林。又因調赴蒙城遲延，降二級。咸豐七年（1857年），馳援桐城，兵敗，殁於戰陣。朝廷降詔複其原官，依總兵規格賜恤，贈騎都尉世職，諡武節。